# 张氏繐唇鲃
张氏繐唇鲃（学名：Crossocheilus tchangi）为鲤科繐唇鲃属的鱼类，是中国的特有物种。分布于澜沧江等。

## 扩展阅读
維基物種上的相關：张氏繐唇鲃